# Аеропорт (станція метро, Москва)
55°48′00″ пн. ш. 37°31′56″ сх. д. / 55.80000° пн. ш. 37.53222° сх. д.
«Аеропорт» (рос. Аэропорт) — станція Замоскворіцької лінії Московського метрополітену. Розташована під Ленінградським проспектом між станціями «Сокіл» і «Динамо». Виходи знаходяться на території району «Аеропорт» Північного адміністративного округу міста Москви і один вихід (через підземний перехід під Ленінградським проспектом) на територію «Хорошевського» району цього ж округу.
Відкрита 11 вересня 1938 року. Названа по колишньому Центральному московському аеродрому, який був розташований на Ходинському полі.
«Аеропорт» — перша односклепінна станція московського метро, побудована повністю відкритим способом (включаючи похилі ходи і вестибулі), а також друга споруджена односклепінна станція Московського метрополітену (після «Бібліотеки ім. Леніна»).

## Технічна характеристика
Конструкція станції — односклепінна станція мілкого закладення (глибина закладення — 10 м).

## Колійний розвиток
Станція без колійного розвитку.

## Пересадки
- Автобуси: 105, 412, 456, 456к, 904, 904к, 905, м1, т6, т43, т65, т70, т82, т86, н1, н12

## Оздоблення
В оздобленні станції архітектори намагалися висловити тематику радянської авіації. Через склепіння станції проходять довгі вузькі рельєфні смуги, що нагадують стропи парашута. Вони перетинаються між собою і надають додаткове відчуття простору і легкості.
Нижня частина колійних стін оброблена чорним діабазом. Над ним розташовані рельєфні віялоподібні вставки, оздоблені мармуроподібним вапняком «Біюк-Янкой» і фіолетовим мармуром. Між цими вставками стіни оздоблені рожевим мармуром. Гармонійне поєднання матеріалів різного кольору і фактури додає колійним стінам особливу декоративну виразність.
Над колійними стінами розташовані чавунні вентиляційні решітки ромбоподібної форми. Вони вписані в перетинку «парашутних стропів». На стелі знаходиться низка конічних люстр для люмінесцентних ламп, що дають рівномірно розсіяне світло. Спочатку люстри складалися з напівкруглих світильників, закріплених навколо одного кулястого плафона. Але вони давали замало освітлення і тому були замінені.
Підлога станції викладена сірим гранітом. Спочатку платформа була вкрита асфальтом, а по її центру йшла візерунчаста доріжка, набрана з мармуру. По центру станції встановлено п'ять двосторонніх дерев'яних лав. Над їх спинками закріплені інформаційні щити і покажчики.
Торці станційного залу з'єднуються з двома аванзалами широкими сходами, що проходять в арках, оздоблених декоративними металевими ґратами. Кожен аванзал має прямокутну форму. Виокремлюється центральна частина з позначеним на стелі кільцем, яке підтримують чотири багатогранні колони, оздоблені оніксом. На стелі складний ліпний малюнок. Стіни аванзалу оздоблені темно-жовтим мармуроподібним вапняком «Біюк-Янкой»; пілястри — з чорного мармуру «давалу».
Аванзали сполучаються сходами з двома наземними вестибюлями, що виходять на Ленінградський проспект. Вони вбудовані у дві житлові будівлі, споруджені в 1938 за проектом архітектора С. М. Кравеца (в 1954 ці будинки були з'єднані).
Зовні вестибюль є лоджією з трьома арками, що спираються на квадратні колони, оздоблені лабрадоритом. Через бічні арки здійснюється вхід і вихід пасажирів. Від них до кас ведуть двоє сходів. В інтер'єрі вестибюля архітектори також намагалися досягти ефекту легкості і легкості. Висока стеля з мереживним ліпленням, підтримується двома восьмигранними колонами оздобленими мармуроподібним вапняком. Верхню частину колон прикрашають ліпні капітелі та ґратчасті розтруби. Центром композиції вестибюля є касова ніша. Біля неї два сходові марші з'єднуються, і далі до аванзалу ведуть одні широкі сходи.

## Ресурси Інтернету
- Аеропорт. на офіційному сайті Московського метрополітену. Архів оригіналу за 25 січня 2012. Процитовано 23 листопада 2013. (рос.)
- «Аеропорт» на сайті Артемія Лебєдєва metro.ru [Архівовано 31 жовтня 2020 у Wayback Machine.] (рос.)
- «Аеропорт» на news.metro.ru [Архівовано 2 січня 2014 у Wayback Machine.] (рос.)
- План-схема станції (рос.)
- Скам'янілості на станції метро «Аеропорт» [Архівовано 25 січня 2012 у WebCite] (рос.)
- «Аеропорт» на KartaMetro.info — Міський транспорт, виходи в місто і схема станції на супутниковій карті Москви.
- «Аеропорт» на Яндекс. Картах